# Longmeadow
Longmeadow ist eine US-amerikanische Kleinstadt im Hampden County, Massachusetts. Das U.S. Census Bureau hat bei der Volkszählung 2020 eine Einwohnerzahl von 15.853 ermittelt. Longmeadow ist Teil der Metropolregion von Springfield. 

## Geschichte
Longmeadow wurde erstmals 1644 besiedelt und am 17. Oktober 1783 offiziell gegründet. Die Stadt war ursprünglich Ackerland innerhalb der Grenzen von Springfield. Sie blieb relativ ländlich, bis die Straßenbahn um 1910 gebaut wurde, als sich die Bevölkerung innerhalb von fünfzehn Jahren verdreifachte. Nachdem die Interstate 91 in den Feuchtgebieten auf der Westseite der Stadt gebaut wurde, verdreifachte sich die Bevölkerung zwischen 1960 und 1975 erneut.
Während des 19. und frühen 20. Jahrhunderts war Longmeadow vor allem als der Ort bekannt, an dem Longmeadow-Braunstein abgebaut wurde. Mehrere berühmte amerikanische Gebäude, darunter die neugotische Bibliothek der Princeton University, sind aus Longmeadow-Braunstein gebaut. Im Jahr 1894 spaltete sich der bevölkerungsreichere und industrialisierte Stadtteil East Village, in dem sich die Braunsteinbrüche befanden, ab und wurde zu East Longmeadow.

## Demografie
Nach einer Schätzung von 2019 leben in Longmeadow 15.705 Menschen. Die Bevölkerung teilt auf in 90,0 % Weiße, 0,9 % Afroamerikaner, 0,1 % amerikanische Ureinwohner, 5,9 % Asiaten und 2,5 % mit zwei oder mehr Ethnizitäten. Hispanics oder Latinos aller Ethnien machten 6,8 % der Bevölkerung aus. Das mittlere Haushaltseinkommen lag bei 122.035 US-Dollar und die Armutsquote bei 2,2 %.

## Söhne und Töchter der Stadt
- William Ely (1765–1817), Politiker
- Kingman Brewster (1919–1988), Jurist, Hochschullehrer und Diplomat
- Erinn Bartlett (* 1973), Schauspielerin
- Jonathan Jaffe (* 1987), Pokerspieler
- Brian Altman (* 1988), Pokerspieler
- Bianca D’Agostino (* 1989), Fußballspielerin
- Meghann Fahy (* 1990), Schauspielerin und Sängerin